# سرجیو کاپری
سرجیو کاپری (انگلیسی: Sergio Caprari; ۱۱ ژوئیهٔ ۱۹۳۲ – ۱۲ اکتبر ۲۰۱۵) بوکسور اهل ایتالیا بود.